# Metalliglaucytes
Metalliglaucytes is een kevergeslacht uit de familie van de boktorren (Cerambycidae). De wetenschappelijke naam van het geslacht werd voor het eerst geldig gepubliceerd in 1968 door Breuning & Villiers.

## Soorten
Metalliglaucytes is monotypisch en omvat slechts de volgende soort:
- Metalliglaucytes metallica (Fairmaire, 1896)